# Террі Джордж
Теренс Джордж (англ. Terence 'Terry' George; нар. 20 грудня 1952) — ірландський сценарист, режисер, кінопродюсер. Значна частина його кінопраць («Боксер», «Син порядної матері» та «В ім'я батька») стосується конфлікту в Північній Ірландії.
Як сценарист, Террі Джордж був номінований на дві премії «Оскар»: за найкращий адаптований сценарій — 1993 («В ім'я батька») та за найкращий оригінальний сценарій — 2004 («Готель „Руанда“»). 26 лютого 2012 року він отримав премію «Оскар» за найкращий ігровий короткометражний фільм — «Берег» (The Shore, 2011).

## Фільмографія
| Роки      | Назва                        | Оригінальна назва             | Сценарист             | Режисер               | Продюсер                | Актор | Примітки                                                                |
| --------- | ---------------------------- | ----------------------------- | --------------------- | --------------------- | ----------------------- | ----- | ----------------------------------------------------------------------- |
|           | Незнайомець з камерою        | Stranger with a Camera        |                       |                       | Так                     |       |                                                                         |
| 2020      | Ніч                          | The Night                     |                       |                       | Так                     |       |                                                                         |
| 2016      | Обітниця                     | The Promise                   | Так                   | Так                   |                         |       |                                                                         |
| 2012      | Щастя                        | Luck                          |                       | 1 епізод              |                         |       | телесеріал                                                              |
| 2011      | Повний абзац                 | Whole Lotta Sole              | Так                   | Так                   | Так                     |       |                                                                         |
| 2011      | Берег                        | The Shore                     | Так                   | Так                   | Так                     |       | короткометражний, премія «Оскар»                                        |
| 2011      | Бути побаченим, бути почутим | Be Seen Be Heard              |                       |                       |                         | Так   | короткометражний                                                        |
| 2010      | Поза законом                 | Outlaw                        |                       | пілотний епізод       |                         |       | телесеріал                                                              |
| 2009      | Під час лікування            | In Treatment                  |                       | 3 епізоди             |                         |       |                                                                         |
| 2007      | Заповідна дорога             | Reservation Road              | Так                   | Так                   |                         |       |                                                                         |
| 2006      |                              | Where's Daddy!                |                       |                       | Так                     |       | короткометражний                                                        |
| 2004      | Готель «Руанда»              | Hotel Rwanda                  | Так                   | Так                   | Так                     |       | номінації на премії «Оскар», БАФТА, «Супутник», Гільдії сценаристів США |
| 2000-2002 | Східний парк                 | The District                  | 81 епізод (2000-2001) | 3 епізоди (2000-2001) | 45 епізодів (2000-2002) |       | телесеріал                                                              |
| 2002      | Війна Гарта                  | Hart's War                    | Так                   |                       |                         |       |                                                                         |
| 1998      | Яскрава сяюча брехня         | A Bright Shining Lie          | Так                   | Так                   |                         |       | телефільм                                                               |
| 1997      | Боксер                       | The Boxer                     | Так                   |                       |                         |       |                                                                         |
| 1996      | Син порядної матері          | Some Mother's Son             | Так                   | Так                   |                         |       | номінація на премію «Золота камера» (Каннський фестиваль)               |
| 1993      | В ім'я батька                | In the Name of the Father     | Так                   |                       | Так                     |       | номінації на премії «Оскар», БАФТА, Гільдії сценаристів США             |
| 1989      | Полювання на вкрадені трофеї | Hunt for Stolen War Treasures | Так                   |                       |                         |       | телефільм                                                               |